# The Cheetah Girls 2 (trilha sonora)
The Cheetah Girls 2 é a trilha sonora do filme The Cheetah Girls 2. O álbum, além de trazer as músicas das The Cheetah Girls, tem participações de Drew Seeley, Belinda e Peter Vives.
As músicas da trilha sonora são uma mistura diversificada de  pop,  R&B,  latino e dance-pop. O álbum estreou no número cinco na parada de álbuns Billboard 200. Em 14 de novembro de 2006, o álbum foi certificado nos Estados Unidos, vendendo mais de um milhão de cópias.

## Faixas
| Faixa | Música                            | Intérprete                          | Tempo de música | Aparece no filme?      |
| ----- | --------------------------------- | ----------------------------------- | --------------- | ---------------------- |
| 01    | "The Party's Just Begun"          | The Cheetah Girls                   | 3:10            | Sim                    |
| 02    | "Strut"                           | The Cheetah Girls feat. Peter Vives | 3:18            | Sim                    |
| 03    | "Dance With Me"                   | Drew Seeley feat. Belinda           | 3:12            | Sim                    |
| 04    | "Why Wait?"                       | Belinda                             | 3:01            | Sim                    |
| 05    | "A La Nanita Nana"                | Adrienne Bailon feat. Belinda       | 2:12            | Sim                    |
| 06    | "Do Your Own Thing"               | Raven-Symoné                        | 3:17            | Sim                    |
| 07    | "It's Over"                       | The Cheetah Girls                   | 3:03            | Sim                    |
| 08    | "Step Up"                         | The Cheetah Girls                   | 3:08            | Sim                    |
| 09    | "Amigas Cheetahs"                 | The Cheetah Girls feat. Belinda     | 5:17            | Sim                    |
| 10    | "Cherish the Moment"              | The Cheetah Girls                   | 3:26            | Sim (na versão do DVD) |
| 11    | "Cheetah Sisters" (Barcelona Mix) | The Cheetah Girls                   | 2:42            | Não                    |
| 12    | "Everyone's a Star"               | Raven-Symoné                        | 3:51            | Não                    |
| 13    | "It's Gonna Be Alright"           | Raven-Symoné                        | 3:47            | Não                    |

- O CD trazia um bônus para computador que amostrava as Cheetah Girls e Raven cantando a músicas "The Party's Just Begun".

## Edição especial
O CD ganhou uma edição especial intitulado The Cheetah Girls 2:Special Edition com mais músicas e um DVD amostrando um concerto delas na Disneylândia e entrevistas.

### Faixas
| Faixa | Música                            | Intérprete                          | Tempo de música | Aparece no filme?        |
| ----- | --------------------------------- | ----------------------------------- | --------------- | ------------------------ |
| 01    | "The Party's Just Begun"          | The Cheetah Girls                   | 3:10            | Sim                      |
| 02    | "Strut"                           | The Cheetah Girls feat. Peter Vives | 3:18            | Sim                      |
| 03    | "Dance With Me"                   | Drew Seeley feat. Belinda           | 3:12            | Sim                      |
| 04    | "Why Wait?"                       | Belinda                             | 3:01            | Sim                      |
| 05    | "A La Nanita Nana"                | Adrienne Bailon feat. Belinda       | 2:12            | Sim                      |
| 06    | "Do Your Own Thing"               | Raven-Symoné                        | 3:17            | Sim                      |
| 07    | "It's Over"                       | The Cheetah Girls                   | 3:03            | Sim                      |
| 08    | "Step Up"                         | The Cheetah Girls                   | 3:08            | Sim                      |
| 09    | "Amigas Cheetahs"                 | The Cheetah Girls feat. Belinda     | 5:17            | Sim                      |
| 10    | "Cherish the Moment"              | The Cheetah Girls                   | 3:26            | Sim (na versão alongada) |
| 11    | "Cheetah Sisters" (Barcelona Mix) | The Cheetah Girls                   | 2:42            | Não                      |
| 12    | "Everyone's a Star"               | Raven-Symoné                        | 3:51            | Não                      |
| 13    | "It's Gonna Be Alright"           | Raven-Symoné                        | 3:47            | Não                      |
| 14    | "Strut" (remix)                   | The Cheetah Girls                   | 3:13            | Não                      |
| 15    | "Route 66"                        | The Cheetah Girls                   | 3:24            | Não                      |

### Faixas do DVD
1. "The Party's Just Begun"
2. "Step Up"
3. "Cinderella"
4. "Strut"
5. "Cheetah Sisters"

## Certificações
Essa trilha sonora vendeu 1 milhão e 400 cópias só nos Estados Unidos, 50.000 cópias no Canadá e 100.000 no Reino Unido.
Singles como "The Party's Just Begun" e "Strut" alcançaram ótimas posições em paradas musicais, como a da Radio Disney, e em paradas como a do Billboard e do iTunes